# 長波紫外線光化治療
長波紫外線光化治療（PUVA，取psoralen之字首，結合UVA而成的名詞）是結合感光藥物補骨脂內酯（psoralen）與紫外線A光（UVA，為長波紫外線）照射的療法，臨床上可用來治療乾癬、異位性皮膚炎、白斑等。

## 長波紫外線光化治療(PUVA)的治療適應症
PUVA常用於治療白斑(vitiligo)、乾癬(psoriasis)、嚴重的全身性濕疹(generalzied eczema)，亦可用於較罕見的疾病，如皮膚T-細胞淋巴癌(Cutaneous T-cell Lymphoma)、蕈狀肉芽腫(mycosis fungoides, MF)與「急性痘瘡樣苔蘚樣糠疹」(PLEVA, pityriasis lichenoides et varioliformis acuta)之治療。此外，許多血液癌症需使用異體骨髓移植才可治癒，但此法常見的主要併發症為急性移植體對抗宿主疾病(acute GVHD)，若此病變主要發生在皮膚，亦可考慮使用PUVA治療。中度至嚴重的異位性皮膚炎雖可用窄頻UVB與UVA1進行光線治療，但以PUVA治療的研究，目前仍相對較少。

### 主要適應症（臨床上治療效果有意義的疾病）
- 乾癬（psoriasis）[3]
- 異位性皮膚炎（atopic dermatitis）[3]
- 白斑（vitiligo）[4]
- 蕈類肉芽腫（mycosis fungoides）[4]
- 廣泛性扁平苔癬（generalized lichen planus）
- 著色性蕁麻疹（Urticaria pigmentosa）
- 表皮性移植物對抗宿主疾病（cutaneous graft-versus-host disease）
- 廣泛性環形肉芽腫（generalized granuloma annulare）
- 多形性日光疹（polymorphic light eruption）

### 較少用來治療的疾病
- 苔癬性糠疹（Pityriasis lichenoides）
- 淋巴瘤樣丘疹病（Lymphomatoid papulosis）
- 毛髮紅糠疹（Pityriasis rubra pilaris）
- 局部硬皮症（Localized scleroderma）

## 長波紫外線光化治療(PUVA)的光源
UVA的光源來自特殊的紫外線照射機器，在全身性照射治療中，例如可使用Waldmann UV8001K之機型，照射A波段紫外線(UVA)，而感光劑psoralen則可採用口服與外用兩種方式，一般全身性治療多採用口服，而局部治療則可利用外用塗抹法，感光劑使用方式與療效有關，在統計上，口服的療效約為56%，而外用則為45%。

## 長波紫外線光化治療的歷史
長波紫外線光化治療的歷史可以回溯到遠古時代。在西元前2000年，印度人和埃及人就懂得利用含有補骨脂內酯成分的植物來治療白斑。。印度人當時使用補骨酯（Bavachee plant = Psoralea corylifolai），而埃及人使用大米阿芹（Ammi majus）。
但一直到三千年後，1947年時，埃及藥學家Fahmy才將補骨酯內酯（psoralen）從大米阿芹中萃取出來。在1930到1960年代，科學家純化出補骨酯內酯，研究其構造及感光性；並運用在白斑治療。口服及局部塗擦8-MOP（8-methoxypsoralen）配合光照是當時治療白斑的主流作法。
在1960到1974年間，科學家致力於研究補骨酯內酯的作用光譜範圍（action spectrum）、其致突變性（mutagenesis）及致癌性（carcinogenesis），也透過採用長波紫外線光化治療（PUVA）的白斑病人來研究各種不同種類補骨脂內酯和去氧核醣核酸、核醣核酸、蛋白質的交互作用，及補骨脂內酯的藥物學原理與毒性。1974年時，Parish首先發表結合8-MOP（8-methoxypsoralen）和高強度紫外線Ａ光（Henselar high intensity artificial UVA light）照射的長波紫外線光化治療（PUVA）。當發現8-MOP（8-methoxypsoralen）會抑制細胞週期合成期（S phase），長波紫外線光化治療開始應用於治療乾癬（Psoriasis）。經過1977和1981年的兩個大規模研究後（Melski et al (US Cooperative Clinical Trial 1977) 、Henselar et al (European PUVA study 1981)），長波紫外線光化治療更廣泛用於治療乾癬。
1978年Fritsch提出A酸聯合長波紫外線光化治療（Retinoid PUVA，又稱RePUVA）。1979年，Honigsmann提出使用5-MOP（5-methoxypsoralen）的副作用比使用8-MOP（8-methoxypsoralen）的副作用更少；以及長波紫外線光化治療導致非黑色素細胞癌皮膚癌（non-melanoma skin cancer）的機率比紫外線B光（UVB）光照治療還高。近來，1997年的資料證實長波紫外線光化治療會增加黑色素瘤（melanoma）的發生機率。基於上述顧慮，在窄頻帶紫外線B光（narrowband UVB）治療出現後，長波紫外線光化治療的使用漸少。然而，對於＂傳統光照治療無效的皮膚疾病＂，以及斑塊期的蕈狀肉芽腫（plaque stage of mycosis fungoides）此類需要將光照射到較深層皮膚的疾病時，長波紫外線光化治療仍不可或缺。

## 感光劑補骨脂內酯的歷史
感光劑（Psoralen）與光照治療結合的療法稱為光化學療法（photochemotherapy），最早將感光劑用於光照治療的記載是源自西元前2000年，印度人和埃及人使用含有感光劑的植物，即補骨脂（Psoralea corylifolia）和大阿米芹（Ammi majus）這兩種植物來治療白斑，1834年，Kalbrunner從佛手柑精油中提煉出5-甲氧基补骨脂素（5-methoxypsoralen），但並未將此用於醫療；1947年，埃及的一位藥學家Fahmy也由大米阿芹（Ammi majus）萃取出感光劑的成份；1948年，El Mofty發表第一篇用局部塗抹和口服感光劑來治療白斑的論文；1970起，人們陸續發現口服8-甲氧基补骨脂素（8-methoxypsoralen）後再接受人為的長波紫外線（UVA），對於乾癬有明顯療效；1974年時Parish提出將8-甲氧基补骨脂素和長波紫外線結合的治療，稱為長波紫外線化學治療（psoralen UVA）；Fritsch則在1978年提出A酸聯合長波紫外線光療（Retinoid PUVA, RePUVA），1979年Honigsmann提出5-甲氧基补骨脂素可作為8-甲氧基补骨脂素的替代物，且副作用較少，1977年和1981年陸續有兩篇研究指出長波紫外線化學治療（PUVA）對於乾癬有療效，1982年，美國食品及藥物管理局（FDA）正式認可長波紫外線化學治療（PUVA）為乾癬的療法之一。

## 感光劑和長波紫外線光化治療的作用機轉
長波紫外線光化治療是透過多次的、在人為控制下的光毒性來進行治療，因為長波紫外線的穿透力有限，因此長波紫外線光化治療可能僅限於皮膚，但是也有證據顯示，皮膚的淋巴球會經由血液循環而引起全身性的反應，目前已知的長波紫外線光化治療詳細機轉主要有抑制細胞增生（anti-proliferation）以及免疫抑制。
- 在抑制細胞增生方面，可能透過以下的機轉：
  - 感光劑會穿透細胞，嵌合在去氧核糖核酸（DNA）上，造成細胞的光敏感性；再經過長波紫外線照射後，感光劑會在嘧啶（pyrimidine base）之間形成加合物（monofunctional or bifunctional adduct），因而抑制去氧核糖核酸的合成和細胞分裂[8]，過多的加和物（monofunctional or bifunctional adduct）則會引起細胞死亡[11]；以前認為這是長波紫外線化學治療可治療乾癬的重要原因，但是現在認為，這些感光劑和長波紫外線引起的加合物未必是引起療效的必要條件[11]。
  - 長波紫外線化學治療也會直接影響細胞膜，抑制表皮生長因子受體（epidermal growth factor receptor, EGFR）和受體的結合，進而抑制表皮的過度增生[8]。
  - 長波紫外線化學治療製造出的自由基會使角質細胞和淋巴球發生細胞凋亡[8]。
- 在免疫抑制方面，可能透過以下的機轉：
  - 感光劑也會和核糖核酸（RNA）、蛋白質或其他分子反應，亦會間接修飾蛋白質以及生成自由基，這是被認為長波紫外線化學治療可治療非細胞增生相關疾病（non-proliferative diseases）的機轉[8][11]。
  - 長波紫外線化學治療製造出的自由基會使角質細胞和淋巴球發生細胞凋亡，且淋巴球比起角質細胞更易受到傷害，同時也會傷害蘭格罕細胞（Langerhan’s cells），使其呈現抗原的能力下降[8][11]。
  - 因為角質細胞和淋巴球的死亡，由這些細胞所分泌的細胞激素、趨化素以及細胞間黏著因子-1（intercellular adhesion molecules, ICAM-1）也會減少，進而減緩表皮的增生和發炎情況，也因長波紫外線化學治療可抑制淋巴球的增生，所以也可用於治療T細胞淋巴瘤[8][11]。
  - 角質細胞和淋巴球都會分泌腫瘤壞死因子α，而腫瘤壞死因子-α在乾癬的致病機轉佔有重要的地位[8]。

另外，感光劑可刺激黑色素合成，目前認為可能是經由黑色素細胞的增生、黑色素體（melanosome）的黑色素變化（melanization）的增加、轉移到角質細胞的黑色素體數量增加、以及環磷酸腺苷（cAMP）的活性增加進而引起酪胺酸（tyrosine）合成的增加。且長波紫外線化學治療已知對於角質細胞有抑制去氧核糖核酸合成的作用，但是經長波紫外線化學治療照射的病人血清卻可以在體外的環境中刺激黑色素細胞的生長，這個由長波紫外線化學治療引發的物質尚未釐清為何，不過可能和中波紫外線（UVB）引發的基本纖維母細胞生長因子（basic fibroblast growth factor, bFGF）為同樣的物質。另外，雖然白斑的病灶區缺乏黑色素細胞，但是在毛囊的外層（outer shaft）存在著多巴胺陰性黑色素細胞（DOPA-negative melanocytes），這些細胞缺少製造黑色素所必須的酵素和蛋白質，但在再色素化（repigmentation）時，這些細胞會增生、成熟並遷移到表皮層。

## 台灣使用的感光劑種類
目前感光劑有三種：甲氧沙林（Methoxsalen），又稱8-甲氧基补骨脂素（8-methoxypsoralen），由大米阿芹提煉，為美國食品及藥物管理局唯一核准的感光劑，另外兩種為佛手柑內酯（Bergapten），又稱5-甲氧基补骨脂素（5-methoxypsoralen）和普膚寧錠（trioxsalen, TMP, 又稱 4, 5, 8 trimethylpsoralen），主要在歐洲及其他國家使用。

## 長波紫外線光化治療的劑量

### 如何訂定劑量
長波紫外線光化治療在照光前必須先給予感光劑﹝psolaren，8-MOP﹞，通常依照不同的治療方式，給予不同的起始劑量，之後會逐漸提高治療劑量，同時參考病人皮膚對治療的反應作調整。起始劑量可以根據皮膚種類（Skin type）或最低光毒性劑量（minimal phototoxic dose, MPD）來訂定。

### 皮膚種類與光敏感的關係
光反應的皮膚分類並不是很精確，但用來評估個體對日光的敏感卻有幫助，共分為六類，是根據皮膚對紫外光的敏感度及皮膚變黑的難易度來區分。這種皮膚分類能應用於防曬產品的製造，使不同膚色有不同強度的防曬產品。然而這種皮膚分類應用於放射線治療時，去評估是否會有過度的紅疹反應之效果是有限的，因為任何膚色的自我評估與實際最低皮膚發紅劑量（MED）的誤差高達四倍以上。
| 皮膚種類 | 定義                 | 描述                 |
| -------- | -------------------- | -------------------- |
| type I   | 總是曬傷，不會曬黑   | 蒼白皮膚、紅髮、雀斑 |
| type II  | 總是曬傷，有時曬黑   | 白皙膚色             |
| type III | 可能曬傷，會逐漸曬黑 | 白色人種較黑的膚色   |
| type IV  | 少會曬傷，總是曬黑   | 地中海人，亞洲人     |
| type V   | 少會曬傷，黑褐色皮膚 | 拉丁美洲，中東       |
| type VI  | 從不會曬傷，深黑皮膚 | 黑人                 |

### 最低皮膚發紅劑量與最低光毒性劑量
最低皮膚發紅劑量（MED）是引起可見發紅皮膚反應之最低紫外線劑量。最低光毒性劑量（MPD）是類似的意思，但是用在由光過敏藥物，包括光化學治療，所引起的皮膚發紅反應。評估最低皮膚發紅劑量和最低光毒性劑量的目的是決定皮膚在接受紫外光治療前對紫外光的敏感度。
測試時通常會分別在１公分直俓範圍內照不同劑量的紫外光，測驗的劑量是一系列的增加√２倍劑量以得到最低的可見發紅反應。藉此鑑別個別體質是否有異常的光敏感反應。不過用目視評估一個小測驗點的最小發紅並非那樣精確，且不同身體部位也會有差異。若在做紫外光治療前先測出最低皮膚發紅劑量，一般治療的劑量是用50～70%最低皮膚發紅劑量。
另外由紫外線引起的紅疹不同的波長會有不同的時程，所以評估最低皮膚發紅劑量和最低光毒性劑量的時間是很重要的，其中紫外線B光誘發的紅通常是在照射完24小時後，而長波紫外線光化治療誘發的發紅反應其時間隨個體不同而有很大的差異，最高發紅時間是照光後48～120小時。
- 最低皮膚發紅劑量測試
  - 病患必須在接受UVB治療至少一天以前，接受最低皮膚發紅劑量測試，6～8種不同強度的UVB紫外光劑量會先在健康且平常未接受太陽暴曬（例如: 臀部）的皮膚上做測試，並且在24小時之後回診，以決定此病患的最低皮膚發紅劑量，並由此判斷開始治療的劑量[13][14]。
- 最低光毒性劑量測試
  - 病患在接受測試48小時之後回診，檢試不同劑量下的皮膚反應，以決定最低皮膚致毒劑量。事實上，現在有許多研究顯示，皮膚在接受UVA照射後，發紅反應的最高峰是在48到96小時之間，因此現行的測試方法有可能會低估最低皮膚致毒劑量[13][15]。

## 劑量給予
長波紫外線光化治療在照光前必須先給予感光劑（psolaren，8-MOP），其中又有三種使用的方式，以下就以不同方式為基準來說明光照劑量的給予

### 口服光敏感劑
口服給予病人光敏感劑之後，約一到兩小時後照光。起始劑量為2焦耳每平方公分（J/cm2），每週照光兩次。每次照射都提高0.5焦耳每平方公分（J/cm2）的量。一個療程為20次。

### 局部塗抹光敏感劑
在要照光的患部塗抹光敏感劑，附近塗以防曬乳以防止周圍皮膚曬傷。30分鐘後開始照光，起始劑量為0.2焦耳每平方公分（J/cm2），每週照光兩次，每兩次照光提高0.2焦耳每平方公分（J/cm2）的量。一個療程為20次）。

### 浸泡式光化學療法
利用泡澡的方式將光敏感劑送到皮膚，可避免全身性副作用。泡完光敏感劑之後給予照光，起始劑量為0.5焦耳每平方公分（J/cm2），每週照光兩次，每兩次提高0.5焦耳每平方公分（J/cm2）的量）。

#### 注意事項
- 起始劑量因病人皮膚的不同種類（type）而需做調整，顏色越深起始劑量要越高[3]。
- 療程中若出現皮膚變紅的情況則要停止劑量的增加[3]。
- 療程中若中斷後又繼續則要停止劑量增加甚至減少，以避免曬傷[3]。

## 長波紫外線光化治療的副作用
長波紫外線光化治療（PUVA）的副作用取決於UVA劑量以及病人對psoralens的耐受度。可分為短期性和長期性副作用。

### 短期副作用
- 照射部位皮膚發紅: 此為長波紫外線（UVA）照射過量最常見的急性副作用
- 照射部位皮膚發癢
- 嘔吐:少數病人使用感光劑（Psoralen）後可能出現噁心嘔吐的不適感
- 肝功能:動物實驗中發現感光劑（Psoralen）會造成肝毒性，但在治療劑量下，人體中並無發現psoralens會造成肝功能損害的現象
- 腎功能:感光劑（Psoralen）可能使血液中BUN和creatinine輕微增加，但無證據顯示感光劑（Psoralen）會導致腎功能損傷

### 長期副作用
長波紫外線光化治療（PUVA）可能使皮膚老化、出現皺紋、皮膚乾燥、雀斑與曬斑、皮膚癌、白內障、免疫功能受影響。但這些副作用通常只出現在長期使用長波紫外線光化治療（PUVA），累計暴露劑量較高的的患者；即使累計暴露劑量較高，也要多年後才會出現明顯副作用。
- 皮膚老化、皺紋：長波紫外線（UVA）會破壞皮膚真皮層中的彈性纖維，導致皮膚老化，彈性變差，皺紋變多。
- 雀斑與曬斑：長波紫外線（UVA）會刺激黑色素細胞製造更多黑色素。但目前無證據顯示長波紫外線（UVA）會導致黑色素細胞結構出現癌變。
- 皮膚癌：目前的研究顯示長波紫外線光化治療（PUVA）不會導致黑色素細胞癌。但長波紫外線光化治療（PUVA）是否增加日後得到非黑色素細胞皮膚癌的機率目前尚無定論。有研究指出長波紫外線光化治療（PUVA）會增加鱗狀細胞癌和基底細胞癌的發生率，但有其他研究認為皮膚癌和長波紫外線光化治療（PUVA）並無直接相關。較被普遍接受且值得注意的結論是：曾經接受過放射線治療、有皮膚癌病史、或是長期砷暴露的患者在接受PUVA後確實有較高的機會得到皮膚癌。
- 免疫功能改變：長波紫外線光化治療（PUVA）使免疫細胞無法製造足夠介白素-2 （interleukin-2, IL-2）、使表皮層中蘭格罕細胞（Langerhans cell）的數量減少，進而影響免疫反應的活化。這也解釋了為何長波紫外線光化治療（PUVA）可以降低過敏反應嚴重度。所幸上述反應是暫時性的，停止長波紫外線光化治療（PUVA）後免疫功能會回復正常。
- 白內障：目前已證實高強度的長波紫外線（UVA）會導致白內障；感光劑（psoralens）也被發現會沉積在水晶體中。 但治療劑量的長波紫外線（UVA）和感光劑（psoralens）不足以在人體導致白內障。為了避免任何可能導致眼睛病變的機會，目前仍建議進行長波紫外線光化治療（PUVA）時病人應配戴護目鏡。